# مخروط ضوئي

المخروط الضوئي في فضاء ثنائي الأبعاد بالإضافة إلى بعد زمني

في الفيزياء الفلكية، المخروط الضوئي هو المسار الذي يتبعه شعاع من الضوء خلال الزمكان حتى وصوله إلينا باعتبارنا المشاهد، شريطة أن يكون الضوء منبثق من حادثة واحدة (ممركزة في نقطة واحدة في المكان ولحظة واحدة في الزمان). مجموع تلك الأحداث تكون في محتوى المخروط بسبب وصول تأثيرها إلينا بسرعة الضوء، الذي لا يمكن لتأثير أو قوة أن تتخطى تلك لسرعة. إذا تخيلنا الضوء محصورا في مستوى ثنائي الأبعاد، فإن شعاع الضوء سينتشر على شكل دائرة بعد أن تقع الحادثة «هـ». وإذا رسمنا الدائرة المتنامية بحيث يرمز المحور الرأسي إلى الزمان، فالنتيجة هو مخروط يعرف بمخروط المستقبل الضوئي. مخروط الماضي الضوئي يتبع نفس السلوك لكن بالعكس، حيث تتشكل دائرة يتناقص قطرها بسرعة الزمن حتى تلتم في نقطة واحدة تقع في نفس موضع وزمن الحادثة «هـ».

## الماضي والمستقبل في المخروط الضوئي
يتكون المخروط الضوئي من مخروطين في الزمكان الرباعي الأبعاد. وهذا المخروط المزدوج يتشكل من:
- مخروط ضوئي ماضي حيث

الحدث {\displaystyle E'} سبق الحدث {\displaystyle E} ، فهو يصف الماضي ({\displaystyle t'<t}) ويمكن أن يكون سببا لحدوث الحدث {\displaystyle E} ، و
- المخروط الضوئي المستقبلي، حيث الأحداث {\displaystyle E',} تقع بعد حدوث الحدث {\displaystyle E} فتشكل المستقبل {\displaystyle t'>t}) وهي تنطلق من {\displaystyle E} بسرعة الضوء حتى تصل إلى {\displaystyle E'} فتؤثر عليه.

بالنسبة لنا يكوّن الكون المرئي كل ما هو داخل المخروط الضوئي الماضي، وهو يتكون من أجرام وجسيمات تتبادل التأثيرات محكومة بسرعة الضوء، وهي تمتد إلى نحو 8و13 مليار سنة منذ حدوث الانفجار العظيم. كل ما هو خارج عن هذا المخروط الضوئي لا نراه (لم يصنا ضوء منه) ولا يعنينا لأنه لا «يؤثر» علينا، حيث للتأثير سرعة محكومة بسرعة الضوء ولا يمكن لقوة أن تتعدى تلك السرعة.

## تفاصيل
إذا تخيل المرء أن الضوء محصور في مستوى ثنائي الأبعاد، فإن الضوء الصادر من الفلاش ينتشر في دائرة بعد وقوع الحدث E، وإذا قمنا برسم الدائرة المتنامية مع المحور العمودي للرسم البياني الذي يمثل الوقت، فإن النتيجة هي مخروط، والمعروفة باسم مخروط ضوء المستقبل. يتصرف مخروط الضوء الماضي مثل مخروط الضوء المستقبلي في الاتجاه المعاكس، وهي دائرة تنقبض في دائرة نصف قطرها بسرعة الضوء حتى تتلاقى إلى نقطة في المكان والزمان المحددين للحدث E. في الواقع، هناك ثلاثة أبعاد فضاء، وبالتالي فإن الضوء سيشكل في الواقع مجالًا ممتدًا أو متقلصًا في الفضاء ثلاثي الأبعاد (3D) بدلاً من دائرة في ثنائية الأبعاد، وسيكون مخروط الضوء فعليًا نسخة ثلاثية الأبعاد من مخروط تشكل المقاطع العرضية له كرات ثلاثية الأبعاد (مماثلة) إلى مخروط ثلاثي الأبعاد عادي تشكّل المقاطع العرضية فيه دوائر ثنائية الأبعاد)، لكن المفهوم أسهل في التصور بعدد الأبعاد المكانية التي تقل من ثلاثة إلى اثنين.
تم عرض وجهة النظر النسبية الخاصة لأول مرة من قبل الأستاذ السابق لألبرت أينشتاين هيرمان مينكوفسكي والمعروفة باسم مساحة مينكوفسكي. كان الغرض من ذلك هو إنشاء وقت فراغ ثابت لجميع المراقبين. لدعم السببية، حصر مينكوسكي الزمكان على هندسة زائدية غير إقليدية.
نظرًا لأن الإشارات والتأثيرات السببية الأخرى لا يمكن أن تنتقل بشكل أسرع من الضوء (انظر النسبية الخاصة)، يلعب مخروط الضوء دورًا أساسيًا في تحديد مفهوم السببية: بالنسبة لحدث معين، مجموعة الأحداث التي تقع على مخروط الضوء الماضي أو داخله. من E سيكون أيضًا مجموعة من الأحداث التي يمكن أن ترسل إشارة قد يكون لها وقت للوصول إلى E والتأثير عليه بطريقة ما. على سبيل المثال، في وقت ما قبل عشر سنوات من E، إذا أخذنا في نظر الاعتبار مجموعة الأحداث التي وقعت في مخروط الضوء الماضي لـ E والتي تحدث في ذلك الوقت، فستكون النتيجة كرة (قرص ذو بعدين) بنصف قطر عشرة أشعة ضوئية سنوات تركزت على الموقف حيث سيحدث E. لذلك، فإن أي نقطة داخل أو داخل الكرة يمكن أن ترسل إشارة تتحرك بسرعة الضوء أو أبطأ والتي سيكون لها وقت للتأثير على الحدث E، بينما النقاط خارج المجال في تلك اللحظة لن يكون لها أي تأثير سببي على E وبالمثل، فإن مجموعة الأحداث التي تقع على أو داخل مخروط الضوء المستقبلي من E ستكون أيضًا مجموعة من الأحداث التي يمكن أن تتلقى إشارة مرسلة من موقع ووقت E، وبالتالي فإن مخروط الضوء المستقبلي يحتوي على جميع الأحداث التي يمكن أن تتأثر سببيًا بفعل E. الأحداث التي لا تكمن في الماضي أو المستقبل لا يمكن للمخروط الضوئي لـ E التأثير أو التأثر في النسبية.

## البناء الرياضي
في النسبية الخاصة، مخروط الضوء (أو المخروط الفارغ) هو السطح الذي يصف التطور الزمني لومضة ضوء في فضاء مينكوفسكي. يمكن تصور ذلك في 3 فضاءات إذا تم اختيار المحورين الأفقيين ليكونا أبعاد مكانية، في حين أن المحور العمودي هو الوقت المناسب.
مخروط الضوء مبني على النحو التالي. مع الأخذ في الاعتبار حدث ضوء فلاش (نبض الضوء) في الوقت t0، فإن كل الأحداث التي يمكن الوصول إليها بواسطة هذا النبضة من p تشكل مخروط الضوء المستقبلي لـ p، بينما تلك الأحداث التي يمكن أن ترسل نبضة ضوئية إلى p تشكل مخروط الضوء الماضي من p.
بالنظر للحدث E، يصنف مخروط الضوء جميع الأحداث في الزمان إلى 5 فئات مختلفة:
- أحداث في مستقبل مخروط الضوء من E.
- أحداث في ماضي مخروط الضوء من E.
- الأحداث داخل مخروط الضوء المستقبلي من E هي تلك المتأثرة بجسيم مادي ينبعث من E.
- الأحداث التي تحدث داخل مخروط الضوء في الماضي هي تلك التي يمكن أن ينبعث منها جسيم مادي وتؤثر على ما يحدث في E.
- جميع الأحداث الأخرى تقع في مكان آخر (مطلق) من E وهي تلك التي لا يمكن أن تؤثر على E.

تسري التصنيفات المذكورة أعلاه في أي إطار مرجعي؛ وهذا هو، الحدث الذي يعتبر أنه في مخروط الضوء من قبل أحد المراقبين، كما سيتم الحكم عليه في نفس المخروط الخفيف من قبل جميع المراقبين الآخرين، بغض النظر عن الإطار المرجعي. هذا هو السبب في أن المفهوم قوي للغاية.
ما ورد أعلاه يشير إلى حدث يقع في مكان محدد وفي وقت محدد. إن القول بأن أحد الأحداث لا يمكن أن يؤثر على آخر يعني أن الضوء لا يمكن أن ينتقل من موقع واحد إلى آخر في فترة زمنية محددة. سوف يصل الضوء من كل حدث في النهاية إلى الموقع السابق للحدث الآخر، ولكن بعد وقوع تلك الأحداث.
مع تقدم الوقت، سينمو مخروط الضوء المستقبلي لحدث معين ليشمل المزيد والمزيد من المواقع (بمعنى آخر، الكرة ثلاثية الأبعاد التي تمثل المقطع العرضي لمخروط الضوء رباعي الأبعاد في لحظة معينة من الزمن تصبح أكبر في وقت لاحق مرات). ومع ذلك، إذا تخيلنا تشغيل الوقت للخلف من حدث معين، فإن مخروط الضوء السابق للحدث سيشمل بالمثل المزيد والمزيد من المواقع في أوقات سابقة. ستكون المواقع البعيدة في أوقات لاحقة: على سبيل المثال، إذا كنا نفكر في مخروط الضوء الماضي لحدث يقع على الأرض اليوم، فلن يكون هناك نجم على بعد 10000 سنة ضوئية إلا داخل مخروط الضوء الماضي في 10000 سنة أو أكثر في الماضي. يشمل مخروط الضوء الماضي لحدث على الأرض الحالية، عند أطرافه، كائنات بعيدة جدًا (كل كائن في الكون القابل للرصد)، ولكن فقط كما بدا منذ زمن بعيد، عندما كان الكون حديث السن.
يقع حدثان في مواقع مختلفة، في نفس الوقت (وفقًا للإطار المرجعي المحدد)، دائمًا خارج مخروط الضوء في الماضي والمستقبل؛ لا يمكن للضوء السفر على الفور. قد يرى المراقبون الآخرون أن الأحداث تحدث في أوقات مختلفة وفي أماكن مختلفة، ولكن بطريقة أو بأخرى، سيتم النظر إلى الحدثين على أنهما خارج الأقماع الأخرى.
في حالة استخدام نظام من الوحدات التي يتم فيها تحديد سرعة الضوء في الفراغ على النحو المحدد 1 بالضبط، على سبيل المثال إذا تم قياس المساحة بالثواني الضوئية ويتم قياس الوقت بالثواني، عندئذ، بشرط أن يتم رسم محور الوقت بشكل متعامد على المحاور المكانية، نظرًا لأن المخروط يقطع محاور الزمان والمكان، فسيظهر ميلًا بزاوية 45 درجة، لأن الضوء يسافر مسافة ثانية واحدة في الفراغ خلال ثانية واحدة. نظرًا لأن النسبية الخاصة تتطلب أن تكون سرعة الضوء متساوية في كل إطار من القصور الذاتي، يجب أن يصل جميع المراقبين إلى نفس الزاوية التي تبلغ 45 درجة للأقماع الضوئية. عادة ما يستخدم مخطط مينكوفسكي لتوضيح هذه الخاصية للتحولات لورنتز. في مكان آخر، جزء لا يتجزأ من المخاريط الخفيفة هي منطقة الزمكان خارج مخروط الضوء في حدث معين (نقطة في الزمكان). الأحداث التي تقع في مكان آخر من بعضها البعض لا يمكن ملاحظتها بشكل متبادل، ولا يمكن أن تكون مرتبطة بشكل سببي.

## في النسبية العامة
في الزمكان المسطح، يكون مخروط الضوء المستقبلي لحدث ما هو الحد الأقصى لمستقبله السببي ويكون مخروطه الخفيف الماضي هو حد ماضيه السببي.
في الزمكان المنحني، بافتراض أن الزمكان زائدي عالميًأ، لا يزال صحيحًا أن مخروط الضوء المستقبلي لحدث ما يتضمن حدود مستقبله السببي (وبالمثل في الماضي). ومع ذلك، يمكن أن تسبب العدسة الجاذبية جزءًا من مخروط الضوء أن يطوى من تلقاء نفسه، بطريقة تجعل جزءًا من المخروط موجودًا داخل المستقبل السببي (أو الماضي) وليس على الحدود.
لا يمكن أيضًا إمالة جميع المخاريط الخفيفة بحيث تكون «موازية»؛ هذا يعكس حقيقة أن وقت الفضاء منحني ومختلف بشكل أساسي عن مساحة مينكوسكي. في المناطق الفراغية (نقاط الفراغ الخالية من المادة)، ينعكس عدم القدرة على إمالة جميع الأقماع الضوئية بحيث تكون جميعها متوازية في عدم توتر موترفايل.